# Saint-Vincent-de-Salers
Saint-Vincent-de-Salers település Franciaországban, Cantal megyében. Lakosainak száma 70 fő (2022. január 1.). Saint-Vincent-de-Salers Anglards-de-Salers, Moussages, Trizac és Le Vaulmier községekkel határos.

## Népesség
A település népessége az elmúlt években az alábbi módon változott:
| Lakosok száma | 299  | 168  | 127  | 89   | 70   | 67   | 66   | 68   | 69   | 70   |
|               | 1968 | 1982 | 1990 | 2006 | 2013 | 2015 | 2017 | 2019 | 2020 | 2022 |